# マンカラ
マンカラ (mancala) は、アフリカや中近東、東南アジアにかけて古くから遊ばれている、伝統的な一群のゲーム（ボードゲーム）の総称。

## マンカラの種類

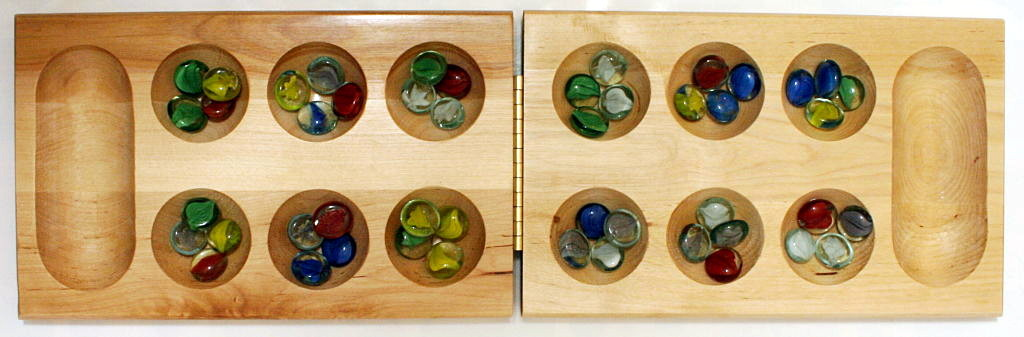
折り畳み式の木製マンカラ・ボード

マンカラという言葉はアラビア語で「動かす」（نقل, naqala）を意味する動詞から派生した名詞 منقلة,manqala に由来する。
ルールの異なる100種以上ものゲームが含まれ、他のボードゲームとは明確に区別される特徴を持つ。西洋で広く知られているマンカラには、カラハ (Kalah)、オワリ (Oware/Owari/Awele)、チョンカ (Congklak または congkak)、オムウェソ (Omweso)、バオ (Bao)などという名のものがある。

## 概要

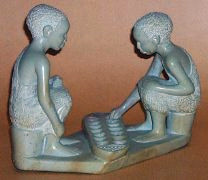
マンカラで遊ぶ人々の像

ルールは非常にシンプルで、子供でもプレイ可能。アブストラクトゲーム・二人零和有限確定完全情報ゲームであり、運の要素が全く無く、先読みを要求される。
プレイ人数は2人。2列または4列に並んだ穴の中に、小石、ビーズ、木の実、豆つぶなどを配列して遊ぶが、これら穴の中に入れる駒のことを以下の記載では「石」と表記する。2列または4列の他に左右に大きな穴があることが多い（ない場合もある）。
マンカラという言葉は本来は一群のゲームの総称だが、アメリカやヨーロッパのゲームメーカーの中にはカラハのことをマンカラとして説明しているところもある。また、日本のいくつかのウェブサイトでは、マンカラ系のあるひとつのゲームだけをマンカラとして紹介しているところもある。
紀元前15世紀頃の古代エジプトの首都メンフィスでその原型となる遊戯の跡があるとも言われる。

### 用具
ボードゲームとして複数のメーカーから発売されているが、「石と穴」に対応するものがあれば遊べるので、特別な用具は必ずしも要しない。日本の家庭ならば、例えば画用紙に丸（○）を描いて、おはじきや豆つぶなどを石（駒）にするなど、手軽に入手できるものを用具として遊ぶことができる。そもそも、元は地面に描いた丸と自然の石で遊ばれていたと考えられている。

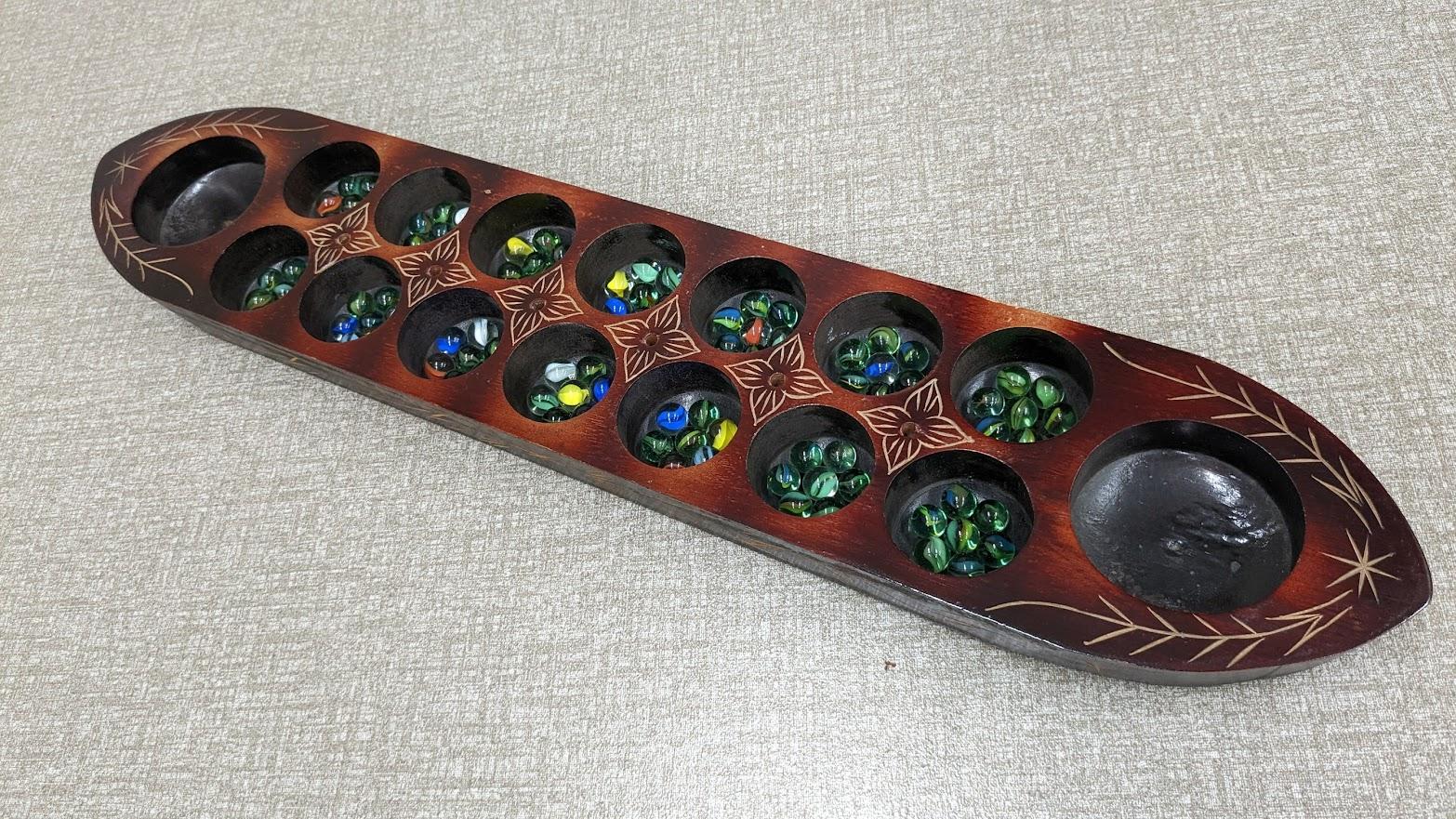
マレーシアにおけるチョンカ

### ルールの概要
以下の記載は主に外部リンク「西アフリカのマンカラ」を参考にしている。全てのマンカラ系ゲームには次のような共通の特徴がある。
1. プレイ人数は2人。二人零和完全情報ゲームである。
2. 多くのゲームでは、横長に6から12個程度を2列に並べた穴を使い、一方の列の穴は一人のプレイヤーのものであり、他方の列の穴はもう一方のプレイヤーのものである。4列の穴を使うゲームもあり、この場合は各2列ずつが、それぞれのプレイヤーに属する。
3. 開始時に各穴に決まった数の石を入れ、各手番ごとにsowing（種蒔き）と呼ばれる方法で石を動かす。これは、自分の穴からどれか一つを選び、その穴にある石を全て手に取り、その石をひとつの穴に1個ずつ、隣の穴から順番に入れてゆく動作である。
4. 2列に並んだ穴の左右に1つずつの大きな穴があることも多い。この穴は単に取った石を入れておくだけの役割のこともあるが、sowingで石を入れるルールもある。
5. 穴に入れる石自体には敵味方の区別がなく、全ての石は同じ価値を持つ。各プレイヤーは自分の列の穴にある石のみをsowingにより動かせる。
6. 手に取った石の最後の石が撒かれる穴の状態で、敵の石が取れたり取れなかったりする。このとき、穴の状態によっては、さらに連続して別の穴の石を撒けるゲームも多い。
7. どちらかの手番でsowingができなくなればゲーム終了で、取った石の多い方が勝つ。ただし、先に自陣の石をなくした方が勝ち、といった別のルールも存在する。

sowingは一つ一つの穴に石を入れていく動作をいい、手に取った石全てを撒き終わるまでの動作をラップ (lap) という。1回のラップで敵の手番になるルールをシングルラップと呼び、連続してラップできることもあるルールをマルチラップと呼ぶ。石を撒くときは、2列の両端がつながった環状の穴の配列と見て、反時計回りに撒くルールが多いが、時計回りのルールもあり、マルチラップにおいてラップごとに方向が逆になるルールもある。
開始時に各穴に何個の石を入れるかという初期配置は様々な形があり得る。主なものは、
1. 自陣の穴全てに等しい数の石を入れる
2. 自陣の穴にひとつおきに等しい数の石を入れる

の2種類である。各穴に入れる石の数は2～6個程度が多い。

### 初期配置の一例
| \| \| \| \| \| \| \|    |     |     |     |     |     |
| 6穴×2列の場合の初期配置 |     |     |     |     |     |
|                         |     |     |     |     |     |
| 3個                     | 3個 | 3個 | 3個 | 3個 | 3個 |

6×2列の各穴に3個ずつの石を入れた場合の初期配置を示す。これがベーシックな初期配置である。

### sowing（種まき、石撒き）の一例
右図で、ゲームの途中の局面でsowingを行った例を示す。
| 3個、これを選んだとします | 1 |  | 2 | 4 | 4 |

| 空になりました | 1が2になりました | 0が1になりました | 2が3になりました | 4のまま | 4のまま |

## カラハ
英語版ウィキペディアでKalahとして紹介されているゲームである。また、イギリスでゲームメーカーから発売されているゲームの中では「Basic」（基本ルール）として紹介されている。
- ボードは6×2列の穴と列の両横にストア（store、貯蔵所）と呼ぶ大きな穴を持つ。ボードを挟んでプレイヤーが向かい、自分の側の一列が自分の陣となる。自分の右側のストアが自分のストアである。石撒きでは自分のストアにも撒くが、敵のストアには撒かない。石撒きは反時計回りに行う。初期配置はストア以外の全ての穴に3個ずつの石を入れた配置である。

- ラップが自分のストアで終われば、つまり石撒きで最後の石が自分のストアに入れば、再び自陣の好きな穴から石を取り撒き始めることができる。すなわち、これはマルチラップのルールである。ストア以外の穴で終われば、相手の手番になる。ラップが自陣の空の穴で終われば、その最後の石と、同じ位置の敵陣の石、つまり対面の穴にある石全てを取り、自分のストアに入れる。

- どちらかの陣の全ての穴が空になった時点でゲームが終了し、その時に穴に残っていた石全ては、石が残っていた側のプレイヤーのものになり、そのプレイヤーのストアに入る。そして、自分のストアにより多くの石が入っていた方が勝ちとなる。また同数の場合、先に自陣を空にした方が勝ちとする場合もある。従って、まだ石が多く残っている間にうかつに自陣の穴をどんどん空にすると負ける危険がある。

## オワリ
英語版ウィキペディアでOwareとして紹介されており、外部リンクのイギリスのゲームメーカーで「Owari」として紹介されているゲームと同じである。マンカラ系ゲームの中では戦略性が高いものの一つであり、チェスや囲碁と同様にエキスパートが存在する。ガーナでは一般的なルールである。
- 石撒きでストアには入れず、ストアは取った石の貯蔵所としての意味しか持たない。初期配置は全ての穴に4個ずつの配置である。

- 石撒きは反時計回りに行い、撒き終われば相手の手番になる。つまりシングルラップである。撒く石の数が12個以上なら、ラップ中に一周して撒く石を取った元の穴に戻るが、その場合はその元の穴には石を入れずに飛ばして次の穴から撒き続ける。

- ラップが敵陣の穴で終わり、その穴の石の数が2または3個になれば（つまり元々1個または2個入っていれば）、その穴の石を全て取り自分のストアに入れる。さらに、その直前の穴の石の数が2または3個になっていたら、その穴の石も全て同様に取る。さらに、その直前の穴についても同様にという風に、2または3個以外の石の穴にぶつかるか、自陣の穴にぶつかるまで、取りを続ける。ただし、これで敵陣の全ての穴の石が取れてしまったら、このラップでの取りはなかったことになる。

- 相手の手番で石撒きができなくなるような手を指してはいけない。すなわち、もし相手の穴が全て空であれば、相手の穴のどれかには石が残るように石撒きをしなければならない。前述の、敵陣の全ての石が取れてしまったら取りはなかったことになる、というルールも、このルールからの要請である。そのような手が不可能な場合は、その時点でゲームが終わり、その時点で自陣の石を全て取りゲームが終わり、取った石の多い方の勝ちになる。

- ゲームの目的は敵より多く石を取ることである。石は全部で48個あるので、どちらかが25個の石を取った時点で、そのプレイヤーの勝ちとなりゲームが終わる。双方が24個ずつ取れば、その時点で引き分けとなってゲームが終わる。

## チョンカ
日本語ではチョンカもしくはチョンカッと読まれる。マレーシアやインドネシアやフィリピンなど東南アジア島嶼部の女性や子供たちに広く知られているものである。スンカやマンカラと呼ばれることもある。チョンカという遊びの中にもいくつかの種類があり、7対の穴をもつものから10対の穴を持つものも存在し、マレー語でCongkak Lubang Sepuluh（10個の穴を持つチョンカ）とも呼ばれている。このゲームも戦略性を求められる。

## その他のルール
マンカラ系のゲームには多数の種類があるが、ルールには次のような変化がある。
- 自分の陣地から石が無くなれば勝ち。
- 左右の穴に入った石が得点となる。
- 左右の穴で撒き終わったら、手番が連続する。
- 自分の陣地で撒き終わったら、手番が連続する。
- 撒いた最後の石が自分の陣地に入り、そこに入った石が1個だけなら、その石と、向かい側の相手陣地の石を取れる。

## マンカラ系の現代ボードゲーム
マンカラのバリエーション、あるいは発展型として、いくつものゲームが作られている。
- オールボールコールゲーム
- オーワーリー
- スワヒリ
- ピラミディス (PYRAMIDIS)
- スペースウォーク

## 大会、トーナメント
毎年、世界各地で数百におよぶマンカラトーナメントが開かれている。
日本では、2013年2月に初のマンカラ選手権大会が、特定非営利活動法人福島県レクリエーション協会主催で開催された。

## 普及員
日本レクリエーション協会では、元気アップ・リーダーの一つに、「マンカラ普及員」が設定されており、各都道府県レクリエーション協会が実施する講習を受講することで登録が可能となっている。